# AEW International Championship
AEW International Championship (em português, Campeonato Internacional da AEW) é um campeonato de wrestling profissional criado e promovido pela promoção americana All Elite Wrestling (AEW). É um campeonato secundário para lutadores masculinos, e ao contrário dos outros títulos da AEW, que são quase exclusivamente defendidos na programação da AEW, o International Championship também pode ser defendido em outras promoções ao redor do mundo. O atual campeão é Kazuchika Okada, que está em seu primeiro reinado. Ele derrotou o campeão anterior Kenny Omega no All In, em 12 de julho de 2025, em uma luta Winner Takes All de unificação, na qual Okada defendeu o Campeonato Continental da AEW, tornando-se também o primeiro campeão unificado da AEW.
Estabelecido como AEW All-Atlantic Championship em 8 de junho de 2022, o título foi criado para representar os fãs da AEW ao redor do mundo, sem foco específico no Oceano Atlântico ou nos países ao seu redor. O campeão inaugural foi Pac. Em 15 de março de 2023, o título foi rebatizado como o AEW International Championship, enquanto durante o reinado de MJF de julho a agosto de 2024, ele rebatizou informalmente o título como o AEW American Championship. No All In: Texas, em 12 de julho de 2025, o título foi unificado com o Campeonato Continental da AEW, formando o Campeonato Unificado da AEW, mas mantendo suas respectivas linhagens individuais.

## História

### AEW All-Atlantic Championship (2022–2023)

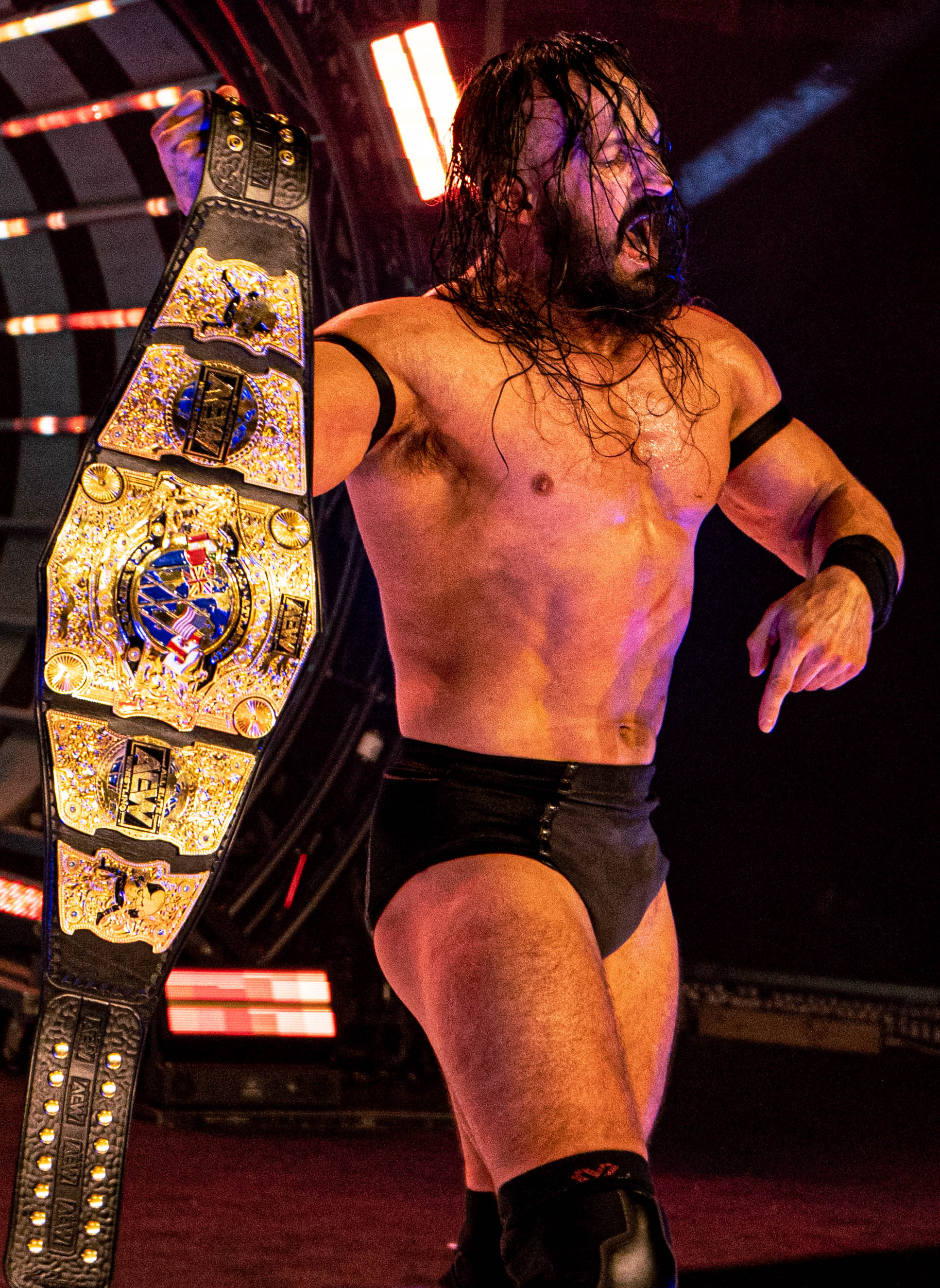
O campeão inaugural Pac, que venceu o título como All Atlantic Championship.

No episódio de 8 de junho de 2022 do Dynamite, a promoção americana de wrestling profissional All Elite Wrestling (AEW) revelou o AEW All-Atlantic Championship como um campeonato secundário para a divisão masculina. Apesar de seu nome aparentemente centrar-se em países ao redor do Atlântico, a empresa anunciou que o campeonato "representa os fãs da AEW assistindo ao redor do mundo em mais de 130 países". O campeão inaugural foi coroado em uma luta four-way que foi realizada no evento pay-per-view AEW x NJPW: Forbidden Door em 26 de junho, que foi co-produzido com a promoção japonesa New Japan Pro-Wrestling (NJPW). Para determinar os competidores, foram realizadas seis lutas classificatórias. Três dos lutadores classificados vieram da AEW com os três vencedores avançando para a luta de four-way. As outras três lutas de qualificação foram realizadas entre quatro lutadores da NJPW em um torneio de eliminação única. Os vencedores das eliminatórias preliminares da NJPW se enfrentaram e o vencedor dessa luta avançou para a luta four-way no Forbidden Door. Do lado da AEW, Pac, Miro, e Malakai Black venceram suas eliminatórias; do lado NJPW, Tomohiro Ishii foi o vencedor, mas sofreu uma lesão no joelho esquerdo e teve que ser substituído pelo vice-campeão, Clark Connors. No Forbidden Door, Pac se tornou o campeão inaugural ao derrotar Connors.
Em uma entrevista com Robbie Fox no podcast My Mom's Basement, o presidente da AEW, Tony Khan, confirmou que o campeonato seria defendido de forma diferente dos outros títulos da empresa. Os detentores do Campeonato All-Atlantic podem defender o título ao redor do mundo em outras promoções, além da AEW. Esta entrevista veio logo após Pac defender o título contra Shota Umino em um evento da Revolution Pro Wrestling, que mais tarde foi exibido no programa da AEW no YouTube, Dark, em 12 de julho.

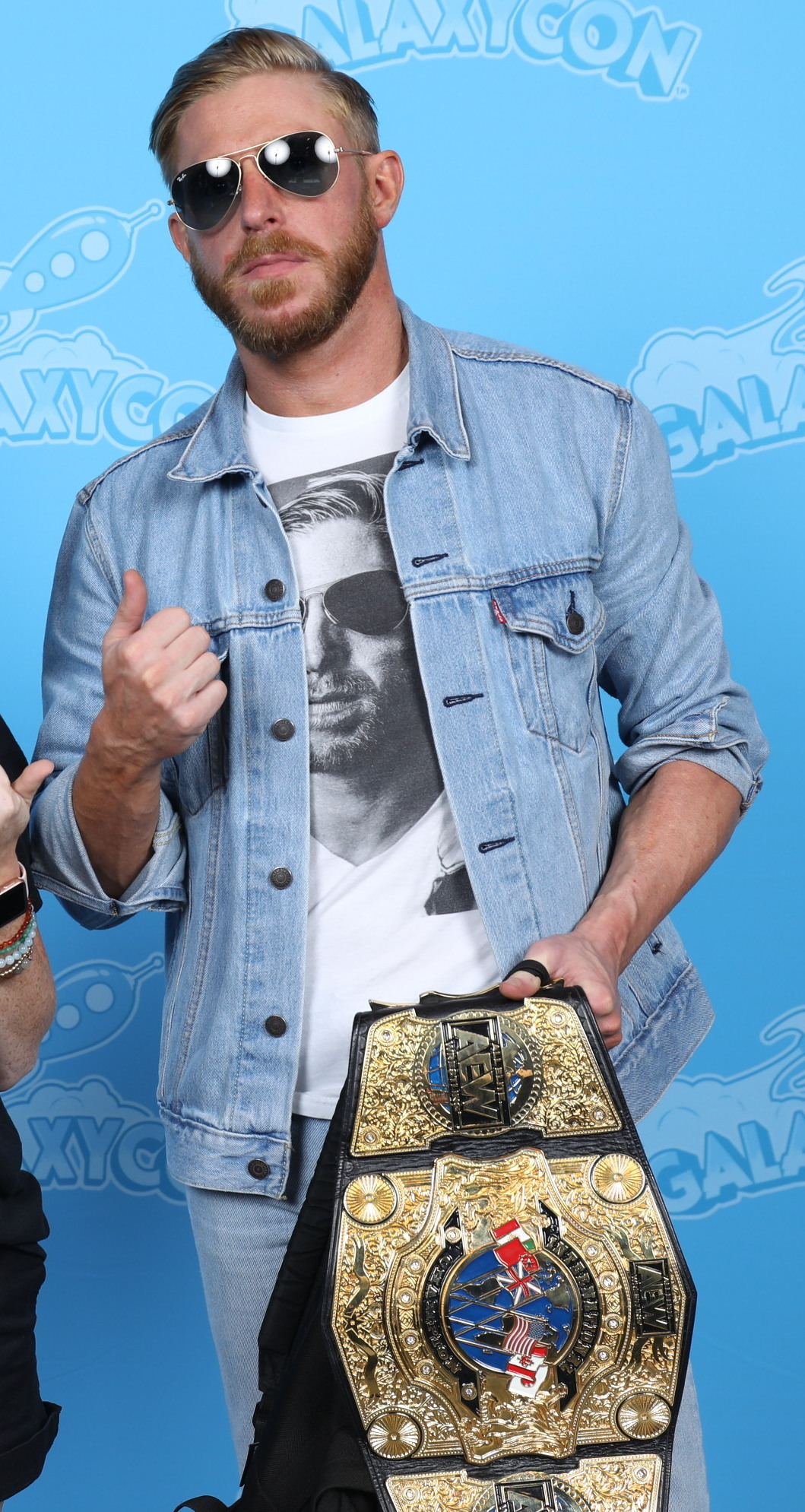
O duas vezes campeão, empatado no recorde, Orange Cassidy; seu primeiro reinado também é o mais longo, com 326 dias, e ele tem o reinado combinado mais longo, com 471 dias. Cassidy originalmente conquistou o título como o All-Atlantic Championship, e ele foi renomeado para International Championship durante seu primeiro reinado, em março de 2023.

No episódio de 8 de março de 2023 do Dynamite, Tony Khan anunciou que a defesa do título de Orange Cassidy naquela noite foi a final do título como AEW All-Atlantic Championship. Na semana seguinte, em 15 de março, em comemoração ao lançamento do filme da Warner Bros. Shazam! Fury of the Gods, o título foi rebatizado como AEW International Championship devido à parceria de transmissão da AEW com a Warner Bros. Discovery. Na época, a AEW considerou este como um título novo, com Cassidy sendo considerado o último campeão do All-Atlantic Championship e o campeão inaugural do Campeonato Internacional. No entanto, a história do título foi posteriormente alterada para mostrar que se tratava do mesmo campeonato, com o reinado de Cassidy sendo contado como um reinado contínuo desde quando ele originalmente derrotou Pac pelo título.
Durante o Dynamite: Blood & Guts em 24 de julho de 2024, o então campeão MJF, que havia conquistado o título de Will Ospreay na edição do Dynamite 250 da semana anterior, rebatizou informalmente o título como o "AEW American Championship". Ele também apresentou sua própria versão personalizada do cinturão para refletir essa mudança de nome não oficial. Após Ospreay recuperar o título no All In London, no mês seguinte, em 25 de agosto, o título foi restaurado como o Campeonato Internacional.

### Torneio inaugural
|  | Classificatórias Preliminares New Japan Road (20 de junho de 2022) | Classificatórias Preliminares New Japan Road (20 de junho de 2022) |  |  | Classificatórias Dynamite (8, 15, e 22 de junho de 2022) New Japan Road (21 de junho de 2022) | Classificatórias Dynamite (8, 15, e 22 de junho de 2022) New Japan Road (21 de junho de 2022) |               |       | Final Forbidden Door (26 de junho de 2022) | Final Forbidden Door (26 de junho de 2022) |  |
|  |                                                                    |                                                                    |  |  |                                                                                               |                                                                                               |               |       |                                            |                                            |  |
|  |                                                                    |                                                                    |  |  | Buddy Matthews                                                                                | 10:32                                                                                         |               |       |                                            |                                            |  |
|  |                                                                    |                                                                    |  |  | Pac                                                                                           | Pin                                                                                           |               |       |                                            |                                            |  |
|  |                                                                    |                                                                    |  |  | Pac                                                                                           | Pin                                                                                           |               |       |                                            |                                            |  |
|  |                                                                    |                                                                    |  |  |                                                                                               |                                                                                               |               |       |                                            |                                            |  |
|  |                                                                    |                                                                    |  |  |                                                                                               |                                                                                               |               |       |                                            |                                            |  |
|  |                                                                    |                                                                    |  |  | Ethan Page                                                                                    | 9:25                                                                                          |               |       |                                            |                                            |  |
|  |                                                                    |                                                                    |  |  | Ethan Page                                                                                    | 9:25                                                                                          |               |       |                                            |                                            |  |
|  |                                                                    |                                                                    |  |  | Miro                                                                                          | Sub                                                                                           |               | Pac   | Sub                                        |                                            |  |
|  |                                                                    |                                                                    |  |  |                                                                                               |                                                                                               | Miro          | 15:05 |                                            |                                            |  |
|  |                                                                    |                                                                    |  |  |                                                                                               |                                                                                               | Malakai Black | 15:05 |                                            |                                            |  |
|  |                                                                    |                                                                    |  |  | Penta Oscuro                                                                                  | 9:49                                                                                          | Clark Connors | 15:05 |                                            |                                            |  |
|  |                                                                    |                                                                    |  |  | Malakai Black                                                                                 | Pin                                                                                           |               |       |                                            |                                            |  |
|  |                                                                    |                                                                    |  |  | Malakai Black                                                                                 | Pin                                                                                           |               |       |                                            |                                            |  |
|  |                                                                    |                                                                    |  |  |                                                                                               |                                                                                               |               |       |                                            |                                            |  |
|  |                                                                    |                                                                    |  |  |                                                                                               |                                                                                               |               |       |                                            |                                            |  |
|  | Tomoaki Honma                                                      | 11:29                                                              |  |  |                                                                                               |                                                                                               |               |       |                                            |                                            |  |
|  | Tomoaki Honma                                                      | 11:29                                                              |  |  |                                                                                               |                                                                                               |               |       |                                            |                                            |  |
|  | Clark Connors                                                      | Pin                                                                |  |  |                                                                                               |                                                                                               |               |       |                                            |                                            |  |
|  |                                                                    |                                                                    |  |  | Clark Connors                                                                                 | 13:21                                                                                         |               |       |                                            |                                            |  |
|  |                                                                    |                                                                    |  |  | Tomohiro Ishii                                                                                | Pin                                                                                           |               |       |                                            |                                            |  |
|  | Tomohiro Ishii                                                     | Pin                                                                |  |  | Tomohiro Ishii                                                                                | Pin                                                                                           |               |       |                                            |                                            |  |
|  | Tomohiro Ishii                                                     | Pin                                                                |  |  |                                                                                               |                                                                                               |               |       |                                            |                                            |  |
|  | Yoshinobu Kanemaru                                                 | 19:01                                                              |  |  |                                                                                               |                                                                                               |               |       |                                            |                                            |  |

1. ↑  Connors substituiu Ishii após ele sofrer uma lesão.[7]

## Design do título
Ron Edwardsen, da Red Leather Belts, projetou o cinturão do AEW All-Atlantic Championship. O centro da placa central tem um globo com bandeiras representando seis países: México, China, Reino Unido, Estados Unidos, Canadá e Japão. Ironicamente, apenas quatro das seis nações listadas estão perto do Oceano Atlântico. Um banner acima diz "All-Atlantic" enquanto um banner abaixo diz "Campeão". Na parte superior da placa central está o logotipo da AEW. Em cada lado da placa central estão duas placas laterais. As placas laterais internas incluem o logotipo da AEW sobre um globo, enquanto as placas laterais externas apresentam dois lutadores lutando.

## Reinados

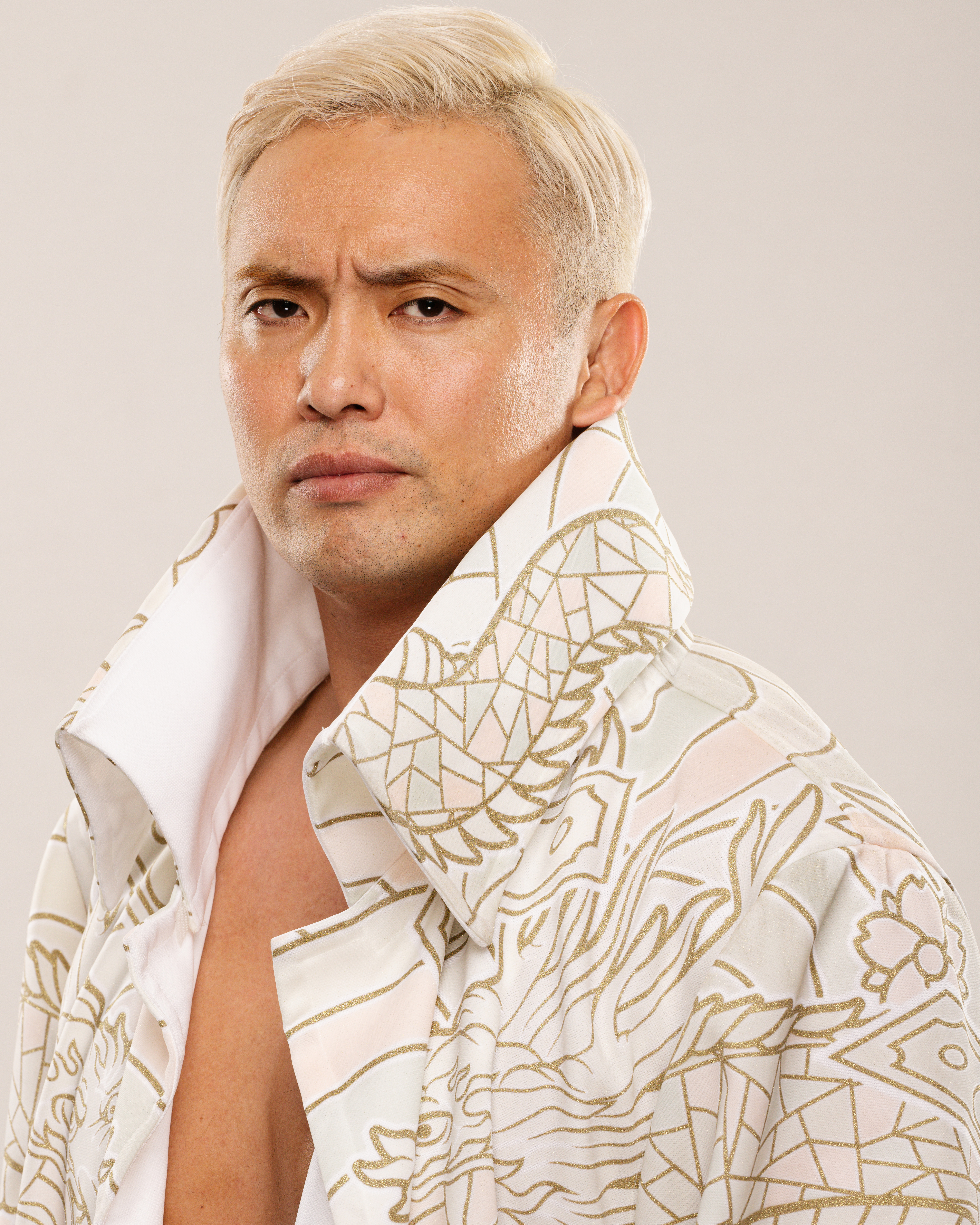
O atual campeão, Kazuchika Okada.

Em 17 de julho de 2025, houve 12 reinados entre 10 campeões. Pac foi o campeão inaugural. Orange Cassidy e Will Ospreay estão empatados com o maior número de reinados, com dois, sendo o primeiro reinado de Cassidy o mais longo, com 326 dias, e ele tem o reinado combinado mais longo, com 471 dias. Jon Moxley tem o reinado mais curto, com 17 dias. MJF é o campeão mais jovem, conquistando o título aos 28 anos, enquanto Roderick Strong é o mais velho, conquistando o título aos 40 anos.
O atual campeão é Kazuchika Okada, que está em seu primeiro reinado. Ele derrotou Kenny Omega no All In, em 12 de julho de 2025, em Arlington, Texas, em uma luta Winner Takes All de unificação, na qual Okada defendeu o Campeonato Continental da AEW, tornando-se posteriormente o campeão unificado da AEW.
| Nome                           | Período                                  |
| ------------------------------ | ---------------------------------------- |
| AEW All-Atlantic Championship  | 8 de junho de 2022 – 15 de março de 2023 |
| AEW International Championship | 15 de março de 2023 – presente           |

| Nº          | Ordem de reinados na história.                   |
| Reinado     | O número de reinados de cada lutador.            |
| Localização | A cidade em que o título foi conquistado.        |
| Evento      | O evento em que o título foi conquistado.        |
| —           | Usados para o tempo em que o título estava vago. |
| +           | Indica o reinado atual.                          |

| Nº                             | Campeão                   | Reinado                   | Data                      | Dias com o título         | Local                         | Evento                     | Notas | Ref.                      |
| All Atlantic Championship      | All Atlantic Championship | All Atlantic Championship | All Atlantic Championship | All Atlantic Championship | All Atlantic Championship     | All Atlantic Championship  | All Atlantic Championship | All Atlantic Championship |
| ------------------------------ | ------------------------- | ------------------------- | ------------------------- | ------------------------- | ----------------------------- | -------------------------- | --- | ------------------------- |
| 1                              | Pac                       | 1                         | 26 de junho de 2022       | 108                       | Chicago, Illinois             | AEW x NJPW: Forbidden Door | Derrotou Malakai Black, Miro, e Clark Connors em uma luta four-way na final do torneio inaugural.                                                   | [ 8 ]                     |
| 2                              | Orange Cassidy            | 1                         | 12 de outubro de 2022     | 326                       | Toronto, Ontário, Canadá      | Dynamite                   | | [ 18 ]                    |
| All International Championship |                           |                           |                           |                           |                               |                            | |                           |
| 3                              | Jon Moxley                | 1                         | 3 de setembro de 2023     | 17                        | Chicago, Illinois             | All Out                    | | [ 19 ]                    |
| 4                              | Rey Fenix                 | 1                         | 20 de setembro de 2023    | 20                        | Flushing, Queens, Nova Iorque | Dynamite: Grand Slam       | | [ 20 ]                    |
| 5                              | Orange Cassidy            | 2                         | 10 de outubro de 2023     | 145                       | Independence, Missouri        | Title Tuesday              | | [ 21 ]                    |
| 6                              | Roderick Strong           | 1                         | 3 de março de 2024        | 84                        | Greensboro, Carolina do Norte | Revolution                 | | [ 22 ]                    |
| 7                              | Will Ospreay              | 1                         | 26 de maio de 2024        | 52                        | Paradise, Nevada              | Double or Nothing          | | [ 23 ]                    |
| 8                              | MJF                       | 1                         | 17 de julho de 2024       | 39                        | North Little Rock, Arkansas   | Dynamite 250               | Durante este reinado, MJF rebatizou informalmente o título como o Campeonato Americano da AEW.                                                      | [ 24 ] [ 12 ]             |
| 9                              | Will Ospreay              | 2                         | 25 de agosto de 2024      | 48                        | Londres, Inglaterra           | All In                     | | [ 25 ]                    |
| 10                             | Konosuke Takeshita        | 1                         | 12 de outubro de 2024     | 148                       | Tacoma, Washington            | WrestleDream               | Esta foi uma luta three-way, também envolvendo Ricochet.                                                                                            | [ 26 ]                    |
| 11                             | Kenny Omega               | 1                         | 9 de março de 2025        | 125                       | Los Angeles, Califórnia       | Revolution                 | | [ 27 ]                    |
| 12                             | Kazuchika Okada           | 1                         | 12 de julho de 2025       | 5+                        | Arlington, Texas              | All In                     | Esta foi uma luta Winner Takes All, na qual Okada também defendeu o Campeonato Continental da AEW, tornando-se o primeiro campeão unificado da AEW. | [ 17 ]                    |

## Reinados combinados
Em 17 de julho de 2025.
| † | Indica o atual campeão |

| Pos. | Lutador            | Nº de reinados | Dias combinados |
| ---- | ------------------ | -------------- | --------------- |
| 1    | Orange Cassidy     | 2              | 471             |
| 2    | Konosuke Takeshita | 1              | 148             |
| 3    | Kenny Omega        | 1              | 125             |
| 4    | Pac                | 1              | 108             |
| 5    | Will Ospreay       | 2              | 100             |
| 6    | Roderick Strong    | 1              | 84              |
| 7    | MJF                | 1              | 39              |
| 8    | Rey Fenix          | 1              | 20              |
| 9    | Jon Moxley         | 1              | 17              |
| 10   | Kazuchika Okada †  | 1              | 5+              |